# خلیج ناپل
خلیج ناپل (به ایتالیایی: Golfo di Napoli) خلیج کوچکی در ساحل جنوب غربی کشور ایتالیا و همانطور که از نامش پیداست در مجاورت شهر ناپل در استان کامپانیا واقع شده. این خلیج در حدود ۳۰ کیلومتر طول دارد.